# Baldinger Straße 10 (Nördlingen)

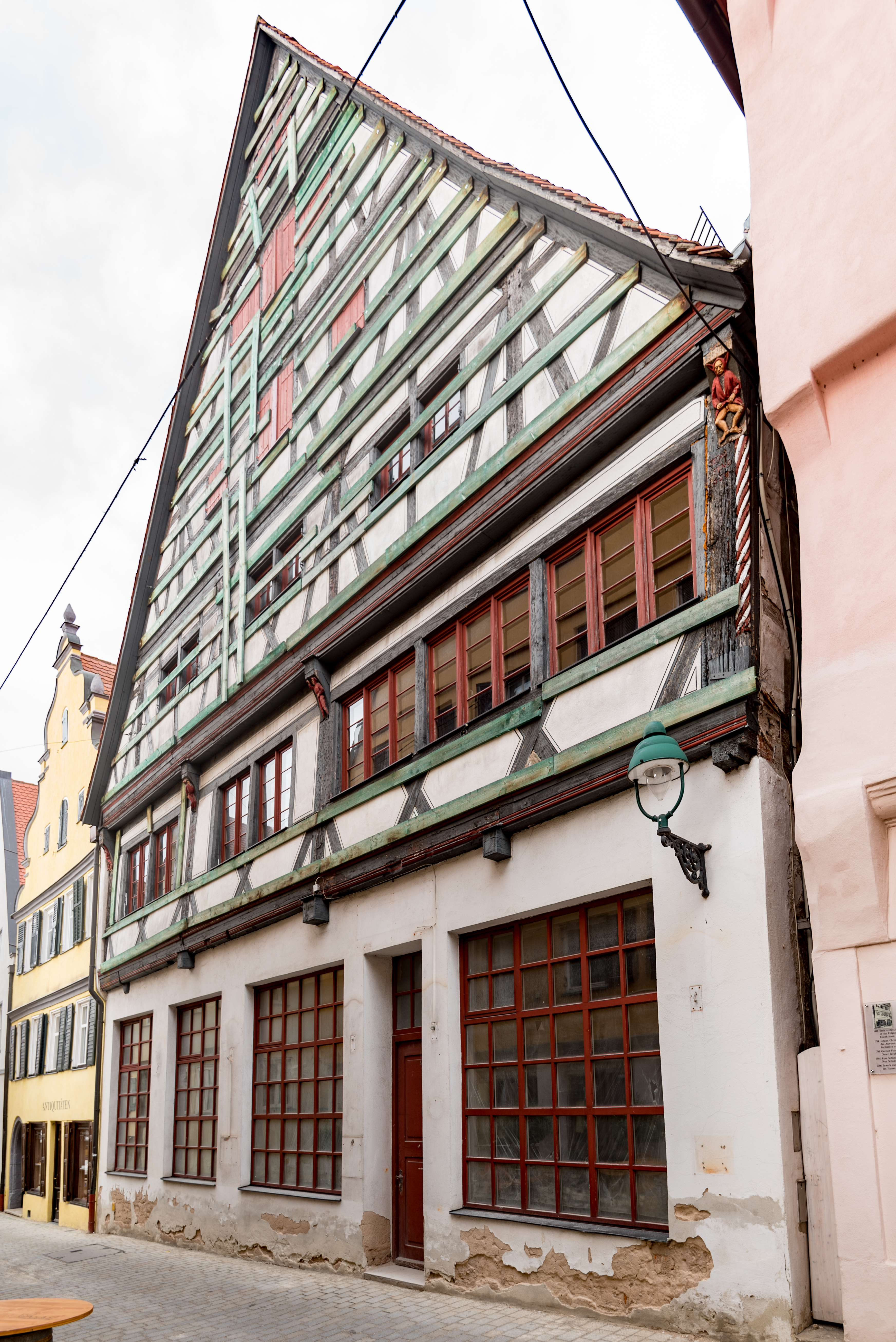
Fachwerkhaus Baldinger Straße 10 in Nördlingen (2018)

Das Gebäude Baldinger Straße 10 in Nördlingen, einer Stadt im schwäbischen Landkreis Donau-Ries in Bayern, wurde im Kern um 1472/73 errichtet. Das Fachwerkhaus, das als Gasthaus genutzt wurde, ist ein geschütztes Baudenkmal.
Der zweigeschossige giebelständige Satteldachbau mit massivem Sockel hat ein vorkragendes Obergeschoss und einen vorkragenden Giebel. Die Knaggen sind mit geschnitzten Figuren versehen. Die ungewöhnlichen Narrenfiguren, die eine derbe Gestik zeigen, stammen aus dem 15. Jahrhundert. Sie versinnbildlichen das Lasterhafte und mahnen an die Tugendhaftigkeit.
Der Umbau ist mit der Jahreszahl 1668 und der Inschrift „Iohann Christoph Arnold“ bezeichnet.
Der ursprünglich zweigeschossige Sockel wurde Anfang des 20. Jahrhunderts zu dem heutigen Erscheinungsbild verändert.